# La Complice (film, 1910)
Pour les articles homonymes, voir La Complice.
Pour plus de détails, voir Fiche technique et Distribution.
La Complice (titre de travail : L'Écharpe) est un court métrage muet français réalisé par Albert Capellani, sorti en 1910.

## Fiche technique
- Titre : La Complice
- Titre de travail : L'Écharpe
- Réalisation : Albert Capellani
- Scénario : Pierre Frondaie
- Photographie :
- Montage :
- Producteur :
- Société de production : Société cinématographique des auteurs et gens de lettres (S.C.A.G.L.),  Série d'Art Pathé frères (SAPF)
- Société de distribution :  Pathé Frères
- Pays d'origine :  France
- Langue : film muet avec les intertitres en français
- Métrage : 255 mètres
- Format : Noir et blanc — 35 mm — 1,33:1 —  Muet
- Genre : Film dramatique
- Durée : 8 minutes 30
- Dates de sortie :
  -  France : décembre 1910

## Distribution
- Paul Numa : le joueur
- Fernand Tauffenberger : le banquier
- Stacia Napierkowska : la danseuse
- Gabrielle Chalon
- Paul Polthy
- Madame Besnard
- Didier
- Lévy
- Longuépée